# Медведєв Євген Володимирович
Євген Володимирович Медведєв (рос. Евгений Владимирович Медведев; 27 серпня 1982, м. Челябінськ, СРСР) — російський хокеїст, захисник. Виступає за «Філадельфія Флаєрс» у Національній хокейній лізі (НХЛ). Заслужений майстер спорту Росії (2012). 
Вихованець хокейної школи «Хімік» (Воскресенськ). Виступав за «Мечел» (Челябінськ), «Металург» (Сєров), «Сєвєрсталь» (Череповець), «Ак Барс» (Казань).
У складі національної збірної Росії учасник зимових Олімпійських ігор 2014 (5 матчів, 0+1); учасник чемпіонатів світу 2012, 2013, 2014 і 2015 (35 матчів, 3+15).
Досягнення
- Чемпіон світу (2012, 2014), срібний призер (2015).
- Володар Кубка Гагаріна (2009, 2010).